# ЗАЗ-970Б
ЗАЗ-970 «Точило» — вантажний задньоприводний автомобіль . Вироблявся на Запорізькому автомобілебудівному заводі 1961 року.

## Історія
У 1962 році, з урахуванням накопиченого на моделі ЗАЗ-970 досвіду, "Комунар" представив ціле сімейство легких автомобілів 970-го сімейства (усі колісної формули 4х2), серед яких був і суцільнометалевий фургон ЗАЗ-970Б.
Зовнішній вигляд всього сімейства розробляли в заводському бюро архітектурного оформлення автомобіля (поняття "дизайн-центр" тоді ще не існувало) під керівництвом Юрія Вікторовича Данилова, а головним конструктором несучого кузова був Лев Петрович Мурашов (ще працюючи на ЗМА, він брав участь у створенні "Москвича -444 ").
Автомобілі комплектувалися форсованим до 27 к.с. двигуном від ЗАЗ-965А (розташовувався ззаду) і стандартною коробкою передач. Крім цього, автомобілі успадкували від ЗАЗ-966  незалежну підвіску всіх коліс: передню торсіонну на поздовжніх важелях і задню пружинну.
Фургони ЗАЗ-970Б мали перегородку між салоном і вантажним відсіком. Корисний об'єм вантажного відсіку становив 2,5 куб.м. Вантажопідйомність машини становила 350 кг з водієм і пасажиром.
Задньомоторна компонування 970-го сімейства зумовило своєрідність доступу до вантажу до кузова фургона - вантажні двері розташовувалися по обидві сторони кузова. Крім того, в деяких джерелах є згадка про ще одні допоміжні дверцята ззаду, над мотором.
Варто також відзначити, що внаслідок V-подібної конструкції двигуна, він "горбом" виступав у кузові, через що вантажний майданчик не був рівним по всій площі підлоги.
Витрата палива - 7,5л на 100 км.